# ۱۸۲ (میلادی)
۱۸۲ (میلادی) صد و هشتاد و دومین سال تقویم میلادی است.

## درگذشتگان
‎